# Saison 2012 de l'équipe cycliste Lotto-Belisol
La saison 2012 de l'équipe cycliste Lotto-Belisol est la première saison de cette équipe. La majorité de l'encadrement et des coureurs de Lotto-Belisol sont issus de l'équipe Omega Pharma-Lotto, dont le manager Marc Sergeant et les leaders Jurgen Van den Broeck et André Greipel. L'effectif ne comprend toutefois pas Philippe Gilbert, parti chez BMC Racing.
André Greipel est le coureur ayant remporté le plus de courses au niveau international en 2012, avec 19 victoires dont trois étapes du Tour de France. Jurgen Van den Broeck a terminé quatrième de ce Tour. Jelle Vanendert n'a en revanche pas su obtenir de résultats aussi bon qu'en 2011.

## Préparation de la saison 2012

### Arrivées et départs
L'équipe disputant sa première saison, l'ensemble des coureurs est arrivé en début de saison en provenance d'autres équipes même si la majorité vienne de l'ancienne formation Omega Pharma-Lotto.

## Coureurs et encadrement technique

### Effectif
| Cycliste              | Date de naissance | Nationalité      | Équipe 2011                        |
| --------------------- | ----------------- | ---------------- | ---------------------------------- |
| Lars Bak              | 16 janvier 1980   | Danemark         | HTC-Highroad                       |
| Gaëtan Bille          | 6 avril 1988      | Belgique         | Wallonie Bruxelles-Crédit agricole |
| Brian Bulgaç          | 7 avril 1988      | Pays-Bas         | Omega Pharma-Lotto Davo            |
| Sander Cordeel        | 7 novembre 1987   | Belgique         | Colba-Mercury                      |
| Bart De Clercq        | 26 août 1986      | Belgique         | Omega Pharma-Lotto                 |
| Francis De Greef      | 2 février 1985    | Belgique         | Omega Pharma-Lotto                 |
| Jens Debusschere      | 20 août 1989      | Belgique         | Omega Pharma-Lotto                 |
| Kenny Dehaes          | 10 novembre 1984  | Belgique         | Omega Pharma-Lotto                 |
| Gert Dockx            | 4 juillet 1988    | Belgique         | Omega Pharma-Lotto                 |
| André Greipel         | 16 juillet 1982   | Allemagne        | Omega Pharma-Lotto                 |
| Adam Hansen           | 11 mai 1981       | Australie        | Omega Pharma-Lotto                 |
| Gregory Henderson     | 10 septembre 1976 | Nouvelle-Zélande | Sky                                |
| Olivier Kaisen        | 30 avril 1983     | Belgique         | Omega Pharma-Lotto                 |
| Gianni Meersman       | 5 décembre 1985   | Belgique         | FDJ                                |
| Maarten Neyens        | 1er mars 1985     | Belgique         | Omega Pharma-Lotto                 |
| Vicente Reynés        | 30 juillet 1981   | Espagne          | Omega Pharma-Lotto                 |
| Fréderique Robert     | 25 janvier 1989   | Belgique         | Quick Step                         |
| Jürgen Roelandts      | 2 juillet 1985    | Belgique         | Omega Pharma-Lotto                 |
| Marcel Sieberg        | 30 avril 1982     | Allemagne        | Omega Pharma-Lotto                 |
| Mahdi Sohrabi         | 12 octobre 1981   | Iran             | Tabriz Petrochemical               |
| Jurgen Van de Walle   | 9 février 1977    | Belgique         | Omega Pharma-Lotto                 |
| Jurgen Van den Broeck | 1er février 1983  | Belgique         | Omega Pharma-Lotto                 |
| Tosh Van der Sande    | 28 novembre 1990  | Belgique         | Omega Pharma-Lotto Davo            |
| Jonas Van Genechten   | 16 septembre 1986 | Belgique         | Wallonie Bruxelles-Crédit agricole |
| Joost van Leijen      | 20 juillet 1984   | Pays-Bas         | Vacansoleil-DCM                    |
| Dennis Vanendert      | 27 juin 1988      | Belgique         | UC Pistoiese Cecchi Logistica      |
| Jelle Vanendert       | 19 février 1985   | Belgique         | Omega Pharma-Lotto                 |
| Tim Wellens,          | 15 mai 1991       | Belgique         | Omega Pharma-Lotto Davo            |
| Frederik Willems      | 8 septembre 1979  | Belgique         | Omega Pharma-Lotto                 |
| Stagiaire             | Date de naissance | Nationalité      | Équipe 2012                        |
| Thomas Sprengers      | 5 février 1990    | Belgique         | Lotto-Belisol U23                  |
| Wouter Wippert        | 14 août 1990      | Pays-Bas         | Lotto-Belisol U23                  |

## Bilan de la saison

### Victoires
| Date       | Course                                     | Pays       | Classe | Vainqueur        |
| ---------- | ------------------------------------------ | ---------- | ------ | ---------------- |
| 17/01/2012 | 1re étape du Tour Down Under               | Australie  | WT     | André Greipel    |
| 19/01/2012 | 3e étape du Tour Down Under                | Australie  | WT     | André Greipel    |
| 22/01/2012 | 6e étape du Tour Down Under                | Australie  | WT     | André Greipel    |
| 14/02/2012 | 1re étape du Tour d'Oman                   | Oman       | 2.HC   | André Greipel    |
| 15/02/2012 | 1re étape du Tour de l'Algarve             | Portugal   | 2.1    | Gianni Meersman  |
| 17/02/2012 | 4e étape du Tour d'Oman                    | Oman       | 2.HC   | André Greipel    |
| 07/03/2012 | 4e étape de Paris-Nice                     | France     | WT     | Gianni Meersman  |
| 05/04/2012 | Grand Prix Pino Cerami                     | Belgique   | 1.1    | Gaëtan Bille     |
| 23/04/2012 | 2e étape du Tour de Turquie                | Turquie    | 2.HC   | André Greipel    |
| 17/05/2012 | 12e étape du Tour d'Italie                 | Italie     | WT     | Lars Bak         |
| 23/05/2012 | 1re étape du Tour de Belgique              | Belgique   | 2.HC   | André Greipel    |
| 24/05/2012 | 2e étape du Tour de Belgique               | Belgique   | 2.HC   | André Greipel    |
| 25/05/2012 | 3e étape du Tour de Belgique               | Belgique   | 2.HC   | André Greipel    |
| 31/05/2012 | 1re étape du Tour de Luxembourg            | Luxembourg | 2.HC   | André Greipel    |
| 01/06/2012 | 2e étape du Tour de Luxembourg             | Luxembourg | 2.HC   | André Greipel    |
| 03/06/2012 | 4e étape du Tour de Luxembourg             | Luxembourg | 2.HC   | Jürgen Roelandts |
| 10/06/2012 | ProRace Berlin                             | Allemagne  | 1.1    | André Greipel    |
| 15/06/2012 | 2e étape du Ster ZLM Toer                  | Pays-Bas   | 2.1    | André Greipel    |
| 04/07/2012 | 4e étape du Tour de France                 | France     | WT     | André Greipel    |
| 05/07/2012 | 5e étape du Tour de France                 | France     | WT     | André Greipel    |
| 14/07/2012 | 13e étape du Tour de France                | France     | WT     | André Greipel    |
| 22/08/2012 | 1re étape du Tour du Danemark              | Danemark   | 2.HC   | André Greipel    |
| 23/08/2012 | 2e étape du Tour du Danemark               | Danemark   | 2.HC   | André Greipel    |
| 09/09/2012 | Grand Prix de Fourmies                     | France     | 1.HC   | Lars Bak         |
| 15/09/2012 | Grand Prix Impanis-Van Petegem             | Belgique   | 1.1    | André Greipel    |
| 27/09/2012 | 1re étape de l'Eurométropole Tour          | Belgique   | 2.1    | Jürgen Roelandts |
| 30/09/2012 | Classement général de l'Eurométropole Tour | Belgique   | 2.1    | Jürgen Roelandts |

### Résultats sur les courses majeures
Les tableaux suivants représentent les résultats de l'équipe dans les principales courses du calendrier international (les cinq classiques majeures et les trois grands tours). Pour chaque épreuve est indiqué le meilleur coureur de l'équipe, son classement ainsi que les accessits glanés par Lotto-Belisol sur les courses de trois semaines.

#### Classiques
| Classique            | Milan-San Remo      | Tour des Flandres    | Paris-Roubaix      | Liège-Bastogne-Liège  | Tour de Lombardie |
| -------------------- | ------------------- | -------------------- | ------------------ | --------------------- | ----------------- |
| Coureur (classement) | André Greipel (52e) | Marcel Sieberg (67e) | Kenny Dehaes (73e) | Jelle Vanendert (10e) | Tim Wellens (50e) |

#### Grands tours
| Grand tour           | Tour d'Italie                                                             | Tour de France                       | Tour d'Espagne       |
| -------------------- | ------------------------------------------------------------------------- | ------------------------------------ | -------------------- |
| Coureur (classement) | Francis De Greef (19e)                                                    | Jurgen Van den Broeck (4e)           | Bart De Clercq (17e) |
| Accessits            | 1 victoire d'étape (Lars Bak) et classement Fuga Cervelo (Olivier Kaisen) | 3 victoires d'étapes (André Greipel) | -                    |

### Classement UCI
L'équipe Lotto-Belisol termine à la onzième place du World Tour avec 625 points. Ce total est obtenu par l'addition des points des cinq meilleurs coureurs de l'équipe au classement individuel que sont Jurgen Van den Broeck, 14e avec 237 points, André Greipel, 29e avec 162 points, Jelle Vanendert, 50e avec 104 points, Gianni Meersman, 71e avec 70 points, et Jürgen Roelandts, 79e avec 52 points,. Le championnat du monde du contre-la-montre par équipes terminé à la 17e place ne rapporte aucun point à l'équipe.
| Rang | Coureur               | Points |
| ---- | --------------------- | ------ |
| 14   | Jurgen Van den Broeck | 237    |
| 29   | André Greipel         | 162    |
| 50   | Jelle Vanendert       | 104    |
| 71   | Gianni Meersman       | 70     |
| 79   | Jürgen Roelandts      | 52     |
| 138  | Lars Bak              | 16     |
| 165  | Bart De Clercq        | 8      |
| 184  | Tim Wellens           | 5      |
| 194  | Francis De Greef      | 4      |
| 221  | Gregory Henderson     | 2      |
| 245  | Tosh Van der Sande    | 1      |